# Andre Reed
Andre Darnell Reed (* 29. Januar 1964 in Allentown, Pennsylvania) ist ein ehemaliger US-amerikanischer American-Football-Spieler auf der Positions des Wide Receivers. Er spielte 15 Jahre für die Buffalo Bills in der National Football League (NFL) und kam mit seiner Mannschaft vier Jahre in Folge in den Super Bowl. 2014 wurde er in die Pro Football Hall of Fame gewählt.

## Football-Karriere
Reed wurde in Allentown geboren und begann seine Footballkarriere an der Highschool als Quarterback. Reed besuchte danach die Kutztown University of Pennsylvania, wo er auf die Position des Wide Receivers wechselte und schnell die Aufmerksamkeit der NFL für seine Schnelligkeit und Beständigkeit auf sich zog.
Im NFL Draft 1985 wurde Reed in der vierten Runde an 86. Stelle von den Buffalo Bills ausgesucht. Er spielte von 1985 bis 1999 15 aufeinanderfolgende Saisons bei den Bills und erreichte in dieser Zeit viermal den Super Bowl. Zusammen mit dem Quarterback Jim Kelly, der ein Jahr später zu den Bills kam und dem Runningback Thurman Thomas, der 1988 von den Bills gedraftet wurde, bildeten sie das zentrale Kernstück der vom damaligen Head Coach Marv Levy entwickelten No-Huddle Offense. Als Receiver zeichnete Reed aus, dass er auch nach dem Passfang weitere Yards erzielte und machte so auch bei kurzen Pässen einen großen Raumgewinn. Zudem war er einer der konstantesten Receiver, da er in 13 Saisons mindestens 50 Pässe fangen konnte. Mit Kelly hielt er auch mehrere Jahre den Rekord für die meisten kompletten Pässe eines Quarterback-Receiver-Duos. Als Teil der sogenannten „K-Gun offense“ wurde er siebenmal in den Pro Bowl gewählt und erreichte Anfang der 1990er-Jahre viermal in Folge mit den Bills den Super Bowl. Allerdings konnte man keinen dieser gewinnen, da man sowohl den Super Bowl XXV (mit 19:20 gegen die New York Giants nach Scott Norwoods verschossenem Field Goal in den Schlusssekunden), den Super Bowl XXVI (mit 24:37 gegen die Washington Redskins), den Super Bowl XXVII (mit 17:52 gegen die Dallas Cowboys) als auch den Super Bowl XXVIII (mit 13:30 ebenfalls gegen die Cowboys) allesamt verloren hatte. Reed wurde in der Off-Season 2000, zusammen mit seinen langjährigen Teamkameraden Thurman Thomas und Bruce Smith, von den Bills freigestellt, da die Mannschaft Probleme mit dem Salary Cap hatte.
Daraufhin unterschrieb er 2000 einen Zweijahresvertrag bei den Denver Broncos. Da die Position des Wide Receivers bei den Broncos stark besetzt war, fragte er nach seiner Entlassung, nachdem der Head Coach Mike Shanahan ihn informiert hatte, dass er zum Saisonstart nicht im Kader der Broncos stehen würde. Schlussendlich schloss er sich den Washington Redskins an und beendete nach der Saison seine Karriere.

### NFL-Rekorde
Nach seinem Karriereende war Reed in den meisten NFL-Karriere-Statistiken auf den vordersten Plätzen vertreten. In seiner 16-jährigen Karriere fing er viermal Bälle für mehr als 1000 Yards. Bei seinem Rücktritt stellte er mit 951 Fängen und 13.198 gefangenen Yards jeweils den drittbesten Wert in der NFL Geschichte.
Seine persönlichen Karrierebestwerte waren 1994 mit 90 Fängen, 1991 mit 10 Touchdowns und 1989 mit 1.312 gefangenen Yards.
Während seiner Karriere erlief er auch in 75 Läufen 500 Yards und einen Touchdown.
Mit 221 Spielen hat Reed zurzeit die meisten Einsätzen für die Bills. Insgesamt spielte er in 234 Spielen. Mit 87 Touchdowns teilt er sich zudem mit Thurman Thomas den Rekord für die meisten Touchdowns in der Bills-Gesichte.

### Super-Bowl-Rekorde
In seinen vier Super Bowl Teilnahmen verzeichnete Reed 27 Fänge, die zweitmeisten in der NFL-Geschichte nach Jerry Rice’ 33 Fängen. Mit seinen 323 gefangenen Yards in den Super Bowls steht er nach Rice 604 Yards und Lynn Swanns 364 Yards an dritter Stelle.

### „The Comeback“
Zusätzlich zu seiner wichtigen Rolle, die Reed für die Bills zum Erreichen der vier Super Bowls in Folge hatte, ist er besonders für seine Leistung beim Sieg im ersten Play-off-Spiel gegen die Houston Oilers am 3. Januar 1993 bekannt, welches als „The Comeback“ bekannt ist. Bis zur Mitte des dritten Viertels führten die Oilers ungefährdet mit 35:3. Zudem spielten die Bills ohne ihren Starting-Quarterback Jim Kelly und Runningback Thurman Thomas. In der zweiten Halbzeit schaffte es jedoch Backup-Quarterback Frank Reich zusammen mit Reed einen 32-Punkte-Rückstand zu einem der größten Comebacks der NFL-Geschichte zuführen. Die Bills gewannen das Spiel in der Overtime mit 41:38, wobei Reed acht Ballfänge bei 136 Yards und drei Touchdowns beisteuerte. Nach dem Spiel konnten die Bills anschließend noch die Pittsburgh Steelers und die Miami Dolphins besiegen, wurden jedoch schließlich im Super Bowl XXVII von den Cowboys deutlich mit 17:52 besiegt.

## Pro-Football-Hall-of-Fame-Kandidatur
2006 war Reed erstmals für die Aufnahme in die Pro Football Hall of Fame wählbar. Jedoch wurde er in den ersten vier Jahren seiner Wählbarkeit nicht als Kandidat ausgewählt, da andere Wide Receiver Kandidaten, u. a. Art Monk, Michael Irvin und Cris Carter, auch auf ihre Ernennung warteten. Nachdem die drei 2007, 2008, bzw. 2013 in die Hall aufgenommen wurden, wurde die Kandidatur in den darauffolgenden Jahren für Reed wiedererschwert. Während der Zeremonie 2009 wurde Reeds ehemaliger Teamkamerad Bruce Smith und der Gründer und ehemalige Besitzer der Bills Ralph Wilson in die Hall aufgenommen. 2010 wurde Jerry Rice zum ersten Mal wählbar. Aufgrund seiner überragenden Leistungen auf dem Spielfeld, wurde Rice auch in die Hall aufgenommen.
2011 und auch 2012 gehörten Reed, Chris Carter und Tim Brown zu den 15 Finalisten, die für die 2011, bzw. 2012-Pro Football Hall of Fame-Class berücksichtigt wurden, jedoch beide Male nicht gewählt wurden. Nachdem 2013 Carter in die Hall of Fame aufgenommen worden war, wurde Reed schließlich am 1. Februar 2014 in die Pro Football Hall of Fame gewählt und am 2. August offiziell aufgenommen.

## Ehrung
Am 18. Oktober 2014 hat die Kutztown University, Reeds ehemaliges College, zu seinen Ehren das University Field ins Andre Reed Stadium umbenannt.